# 絵梨華
絵梨華（えりか、1990年11月30日 - ）は、日本のモデル、女優、タレント。東京都出身。芸能人女子フットサルチーム「TEAM dream」の元メンバー。所属事務所はエイベックス・エンタテインメント、業務提携でアガペーにも所属。

## 来歴・人物
- アメリカ人の父を持つハーフ。ミュージカル『美少女戦士セーラームーン』でデビュー。
- 特技は英語、ダンス。

## 主な出演作品

### テレビ
- BRATZ COOOOL TV　（2003年、日本テレビ）- ダナ 役
- LOVE☆ハリケーンII　（2004年、東京MXテレビ）
- さとこいめぐさん　（2004年 - 2005年、日本テレビ）- ナレーション
- 大進撃放送BONZO!（2005年、東京MXテレビ）
- Channel a（2005年、テレビ神奈川）- アシスタント 役
- エンタ☆天国!　（2005年 - 2006年、東京MXテレビ）
- 仮面ライダーカブト 第5話 （2006年2月26日、テレビ朝日系）- フード服の女性 役
- 恋するフットサル（2006年、フジテレビ）

### CM
- Skechers （2004年）
- 森永製菓 ｢チュッパチャプス｣（2006年）
- 明治製菓「明治手作りチョコレート」（2006年）- ナレーション
- DARIYA ｢Palty｣（2006年）

### OVA
- トナカイになったオリーブ（英語版）（日本語吹き替え版）（2004年11月26日発売）- オリーブ 役

### PV
- ザ・ルーズドッグス「ドーナツ化現象」（2004年）
- dream「Transit -independence-」（2005年）

### 舞台
- ミュージカル『美少女戦士セーラームーン』（2004年4月 - 2005年1月、サンシャイン劇場他）- 愛野美奈子 / セーラーヴィーナス役 ※11代目
- Air studio『GO,GET!GO!GO!』（2005年）- メグ役

### 雑誌
- Hana*chu→（2003年 - 2005年）
- Ane-pichi
- ViVi（2007年）

### スチール
- 鈴乃屋カタログ&ポスター（2005年）
- 丸昌カタログ（2006年）
- Riobera Jeans広告（2007年）
- ゴルフダイジェスト『Style-Woman』（2008年）

### ショー
- KOBE COLLECTION 2008 S/S